# Zawady (gromada w powiecie radomskim)
Zawady (alt. Zawady Nowe)– dawna gromada, czyli najmniejsza jednostka podziału terytorialnego Polskiej Rzeczypospolitej Ludowej w latach 1954–1972.
Gromady, z gromadzkimi radami narodowymi (GRN) jako organami władzy najniższego stopnia na wsi, funkcjonowały od reformy reorganizującej administrację wiejską przeprowadzonej jesienią 1954 do momentu ich zniesienia z dniem 1 stycznia 1973, tym samym wypierając organizację gminną w latach 1954–1972.
Gromadę Zawady siedzibą GRN w Zawadach (Nowych) utworzono – jako jedną z 8759 gromad na obszarze Polski – w powiecie radomskim w woj. kieleckim, na mocy uchwały nr 13i/54 WRN w Kielcach z dnia 29 września 1954. W skład jednostki weszły obszary dotychczasowych gromad Zawady Nowe, Zawady Stare, Romanów i Urbanów ze zniesionej gminy Jedlińsk oraz wieś Nowa Wola z dotychczasowej gromady Grodzisko ze zniesionej gminy Błotnica w tymże powiecie. Dla gromady ustalono 11 członków gromadzkiej rady narodowej.
31 grudnia 1961 gromadę zniesiono, a jej obszar włączono do gromad Jedlińsk (wieś Zawady Stare oraz kolonie Janki i Moczydło) i Bierwce (wsie Nowa Wola, Romanów i Urbanów oraz kolonie Zawady Nowe, Jedlińsk B. i Franciszków) w tymże powiecie.